# Syd Luyt
Thomas Sydney Andrew Luyt (ur. 11 grudnia 1925 w Germiston, zm. 4 czerwca 2010) –  południowoafrykański lekkoatleta specjalizujący się w biegach długodystansowych.
Zajął 6. miejsce w biegu maratońskim na igrzyskach olimpijskich w 1948 w Londynie.
Zdobył srebrny medal w tej konkurencji przegrywając jedynie z Jackiem Holdenem z Anglii, a wyprzedzając Johna Clarke’a z  Nowej Zelandii, a także zajął 8. miejsce w biegu na 6 mil na igrzyskach Imperium Brytyjskiego w 1950 w Auckland. Zajął 11. miejsce w biegu maratońskim na igrzyskach olimpijskich w 1952 w Helsinkach.